# Килауеа
Килауеа (енгл. Kīlauea изговор: /kiːlauea/) је активни штитасти вулкан на острву Хаваји. Налази се дуж југоисточне обале острва. Реч Килауеа у преводу с хавајског језика значи „много избацивати“. Откако су острва насељена био је најактивнији међу пет вулкана који формирају острво, а спада и у активније и туристички посећеније вулкане на Земљи. Килауеа је стара 210.000-280.000 година. Обухваћена је подручјем Националног парка Хавајски вулкани. Последња ерупција почела је у децембру 2024. године.
Килауеа спада у млађе продукте Хавајске жаришне тачке и тренутни је еруптивни центар ланца подморских планина. Некада је сматрана сателитом оближњег и знатно истакнутијег вулкана Мауна Лое, делом и због тога што су се њихове вулканске активности историјски подударале. Килауеа има огромну, релативно недавно формирану калдеру на свом врху и две активне раседне зоне, од којих се једна протеже 125 km ка истоку, а друга 35 km ка западу. Активни расед непознате дубине помера се вертикално у просеку за 2 до 20 mm годишње.
Килауеа је прорадила 1979, а од јануара 1983. до априла 2018. године лава се готово непрестално изливала из отвора на његовој источној раседној зони. Ерупције Килауеа узроковале су велике материјалне штете, укључујући уништење градова Калапана и Каиму. Лава изливена у океан створила је стотине хектара новог копна. Ерупција из 1990. прекрила је рибарски градић Калапана десетометарским слојем лаве. Само неколико грађевина успело је да се сачува.
Између 2008. и 2018. године, постојало је активно језеро лаве формирано у кратеру лоцираном унутар калдере на врху Килауее. Почевши од маја 2018, вулканске активности преселиле су се са врха низбрдо, у округ Пуна. Ове активности манифестовале су се изливањем лаве из двадесетак отвора уз еруптивне фонтане, од којих су се реке лаве сливале у океан. Ерупција је уништила највеће природно слатководно језеро на Хавајима, покрила значајне делове насеља Лејлани Естејтс и Ланипуна Гарденс, и уништила неколико заједница. Округ Хаваји известио је да је уништено 716 станова. Упоредо са спуштањем вулканских активности низбрдо, исушило се активно језеро лаве у кратеру калдере и догодио се низ експлозија на врху вулкана, са најмање једном која је избацила пепео на 9.100 m висине у ваздух. Ово је довело до вишемесечног затварања одељка Килауеа Националног парка Хавајски вулкани. Ерупција је завршена у септембру 2018. Од 2020. године дошло је до неколико ерупција унутар проширене калдере која је остала након колапса из 2018. године, као и дуж југозападне и источне раседне зоне вулкана.